# セミシ・サウカワ
セミシ・サウカワ（Semisi Saukawa、1976年5月3日 - ）は、フィジーのラグビーユニオン選手。

## プロフィール
- フィジーナンディ出身。
- ポジションはフランカー(FL)。
- 身長 197cm、体重 115kg
- フィジー代表通算キャップ数は14でワールドカップ2007のフィジー代表に選ばれた[1]。

## 経歴
ナディカレッジ卒業後、カウンティー、ナワカを経て、2003年、NECグリーンロケッツに加入。同年12月7日に行われたジャパンラグビートップリーグ第6節のワールドファイティングブル戦にて途中出場で日本での公式戦初出場を果たす。
2011年、NECグリーンロケッツを退団した。

## 受賞歴
- 2007-08トップリーグベスト15